# Girley
Girley ist ein weiblicher Vorname und hat folgende Namensträgerinnen:
- Girley Gunawardana (1935–2012), sri-lankische Schauspielerin
- Girley Jazama (* 1984), namibische Schauspielerin, Drehbuchautorin und Filmproduzentin